# Вічаірачанон Хадпо
Вічаірачанон Хадпо (тай. วิชัย ราชา นนท์; нар. 3 березня 1968, Кхонкен, Таїланд) — таїландський боксер, боєць муай-тай, призер Олімпійських ігор.

## Спортивна кар'єра
На Олімпійських іграх 1988 в найлегшій вазі програв в першому бою.
1990 року на Азійських іграх виграв бронзову медаль, а 1991 року на Іграх Південно-Східної Азії став чемпіоном.
На Олімпійських іграх 1992 в найлегшій вазі програв в першому бою.
1994 року на Азійських іграх знов виграв бронзову медаль, а 1995 року на Іграх Південно-Східної Азії вдруге став чемпіоном.
На Олімпійських іграх 1996 в легшій вазі виграв бронзову медаль.
- В 1/16 фіналу переміг Клауді Ламберта (Канада) — 12-2
- В 1/8 фіналу переміг Карлоса Барето (Венесуела) — 14-6
- У чвертьфіналі переміг Хічама Нафіла (Марокко) — 13-4
- У півфіналі програв Іштвану Ковачу (Угорщина) — 7-12